# Fronsac (vino)
Fronsac es un vino tinto con denominación de origen de la región vinícola de Burdeos. El decreto de 21 de septiembre de 1976 reemplazó la antigua denominación, "Côtes de Fronsac" por la de "Fronsac". Abarca el territorio de las comunas de Fronsac, La Rivière, Saint-Germain-La-Rivière, Saint-Michel-de-Fronsac, Saint-Aignan, Saillans y una serie de parcelas de la comuna de Galgon.
Las variedades autorizadas son: cabernet, bouchet, malbec o pressac y merlot.